# Чама (Њу Мексико)
Чама (енгл. Chama) град је у америчкој савезној држави Њу Мексико.

## Демографија
По попису из 2010. године број становника је 1.022, што је 177 (-14,8%) становника мање него 2000. године.
| Група             | 2000.       | 2010.       |
| Белци             | 323 (26,9%) | 300 (29,4%) |
| Афроамериканци    | 19 (1,6%)   | 8 (0,8%)    |
| Азијати           | 1 (0,1%)    | 3 (0,3%)    |
| Хиспаноамериканци | 854 (71,2%) | 676 (66,1%) |
| Укупно            | 1.199       | 1.022       |